# NBA全明星赛
NBA全明星赛（All-Star Game）是美国国家篮球协会举办的年度球星表演赛，由观众和教练选出全联盟的明星球员分别代表东部和西部出战，是NBA全明星周末的压轴比赛。第一届全明星赛是1951年3月2日在波士頓TD花園球場举行的。

## 全明星隊教練
一開始東西區明星隊的教練，由兩邊最佳戰績球隊的教練擔任，然而因为時任洛杉磯湖人總教練帕特·莱利於1982-1990年間8次拿到西部最佳战绩，几乎垄断了西部队主教练的位置，因此聯盟另訂“莱利规则”（如果最佳戰績的總教練去年執教過明星隊，则今年不能连任，改由餘下战绩最佳球队的教练担任）。

## 球员票選机制

### 1951～2017；2024～
1974～75年球季，聯盟開放讓觀眾票選全明星先发球员，可以在美国、加拿大或网上投票。得票数某種程度上來說，反应了球员在观众中的人气，麥可乔丹和勒布朗.詹姆斯曾经9次全明星得票数第一。替补球员由各隊教练从本联盟挑选（但不能挑选自己球队的球员），若被选球员因伤不能参赛，则由NBA委员会挑选接替者。
然而票選機制數次遭到威脅，因為非美國球員在NBA相當稀少，如果遇到該國熱情球迷瘋狂灌票，即使是平日的替補球員也都有擠下真正明星球員的可能，例如坐擁中國票倉的易建聯，以及喬治亞的扎扎·帕楚利亞。
2016年明星賽票選，帕楚利亞獲得768112票，高居西區前場第4名震撼全NBA，迫使他們急忙修正明星賽票選規則。12/20，聯盟宣布明星賽票選新制，東西區先發除了球迷，球員與媒體也將會有投票權。其中球迷與媒體的投票結果都不會被公開，而球員也能在互選中投票給自己。最終結果以球迷票選佔50%，球員票選與媒體票選則各佔25%計算。這道防波堤在2017年發揮效果，讓帕楚利亞即使擁有勇士迷與喬治亞國民熱情相挺，與凱文·杜蘭特包辦西區前場第1、2名，仍然被擋在明星賽門外。

### 2018～2023
2017年10月3日，NBA宣佈改變全明星赛將會更改賽制。由以往的東西對決，改爲由東西兩區的隊長從入選明星賽的球員名單中挑人。隊長首先從先發名單中各選4名正選球員(此時選球員不再局限於東西區)。之後由各隊的教練選後備球員。唯一不變的是東西兩邊必須各自維持12名球員，以及教練由明星賽開始前兩星期東西兩岸戰績最佳的球隊的教練擔任。如以2018年NBA全明星赛爲例則會是勒布朗·詹姆斯隊對斯蒂芬·科里隊。
2019年明星賽票選，為了防堵下一個扎扎·帕楚利亞生的「扎扎條款」遭到嚴重非議，原因在於巡迴全美大跳「最後一支舞」的邁阿密熱火後衛德韋恩·韋德、表現回春的明尼蘇達灰狼後衛德瑞克·羅斯、顏值球技兼備的達拉斯獨行俠鋒衛搖擺人盧卡·唐西奇，這3人分別在各自選區獲得非常高的⋯，球迷票，但加入球員票與媒體票調整後，這3人都被擠下先發名單，之後由各隊教練票選的明星賽替補名單也未見這3人的身影。雖然聯盟追加讓閃電俠與獨行俠神主牌德克·諾維斯基破例入選，還是無法平息民怨。

## 各隊成績
| 球隊名稱     | 勝場 |
| ------------ | ---- |
| 東區明星     | 38   |
| 西區明星     | 29   |
| 詹姆斯隊     | 5    |
| 安戴托昆波隊 | 1    |

## 其他全明星赛赛事
全明星賽周末除了最重要的全明星賽之外，還有新秀挑戰賽、灌籃大賽、三分球大赛和技巧挑戰賽等活動。